# Britannic (paquebot de 1874)
Pour les articles homonymes, voir Britannic (homonymie).
Le Britannic est un paquebot transatlantique britannique mis en service en 1874 pour la White Star Line. C'est le premier navire de cette compagnie à porter ce nom, les deux suivants ayant été mis en service en 1914 et 1930. Il a pour sister-ship le Germanic.

## Histoire

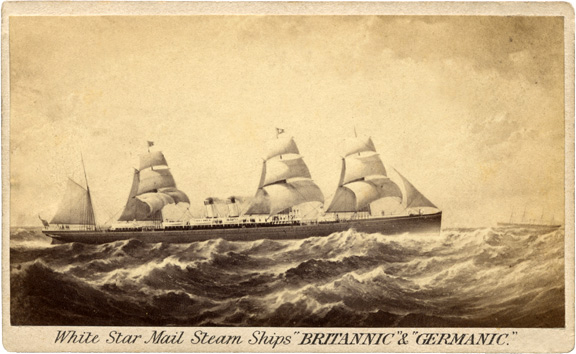
Carte postale de la White Star Line représentant les deux sister-ships, le Britannic et le Germanic, sous voiles.

### Construction et lancement
Sa construction se fait aux chantiers navals Harland & Wolff de Belfast. Il est lancé le 3 février 1874 et effectue sa traversée inaugurale le 25 juin de la même année. Le Britannic est un navire à vapeur équipé de quatre mâts prévus pour pouvoir porter des voiles. Il sert surtout pour le transport d'émigrants vers New York depuis Liverpool et Queenstown, étape essentielle pour les émigrants irlandais.

### Le Ruban bleu
En décembre 1876, il relie Sandy Hook à Queenstown en 7 jours, 12 heures et 41 minutes à une vitesse moyenne record de 15,94 nœuds et décroche le Ruban bleu détenu depuis l'année précédente par le City of Berlin de la compagnie rivale Inman Line. Il est battu par son jumeau le Germanic l'année suivante.

## Accident avec leCeltic

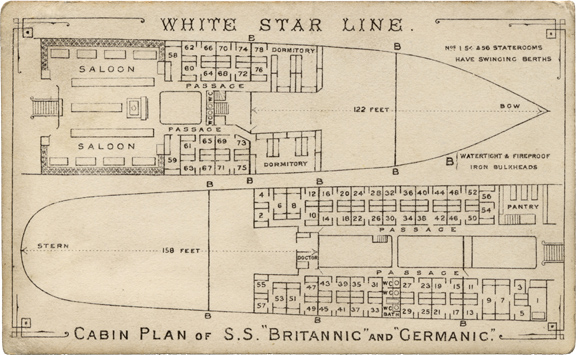
Plan du Britannic.

Le 19 mai 1887, vers 17 h 25, dans un épais brouillard, à 350 milles à l'est de New York, le Britannic est éperonné pratiquement à angle droit par le Celtic, autre navire de la White Star Line. Le Celtic rebondit par deux fois, ouvrant plusieurs brèches dans la coque du Britannic. Le Britannic faisait alors route pour New York tandis que le Celtic faisait la route inverse vers Liverpool. Six passagers du Britannic sont tués dans la collision, six autres sont portés disparus. Les deux navires sont sévèrement endommagés, surtout le Britannic qui présente un grand trou sous sa ligne de flottaison.
Craignant le naufrage, les passagers paniquent et se ruent vers les canots de sauvetage. Le capitaine, pistolet en main, réussit à restaurer un semblant d'ordre, et les canots sont remplis avec les femmes et les enfants, bien que quelques hommes aient réussi à forcer le passage. Après le départ des canots, il apparaît que le navire peut se maintenir à flot. Les canots proches sont rappelés, les autres gagnent le Celtic. Les deux navires restent ensemble toute la nuit, puis le matin suivant, sont rejoints par le Marengo de la Wilson Line et le British Queen de l'Inman Line. Les quatre navires gagnent lentement le port de New York.
Le paquebot poursuit sa carrière et est démoli en 1903 à Hambourg.